# McLemoresville
McLemoresville és una població dels Estats Units a l'estat de Tennessee. Segons el cens del 2010 tenia 352 habitants.

## Poblacions més properes
El següent diagrama mostra les poblacions més properes.